# Albert Falaux
Albert François Louis Falaux (ur. 10 kwietnia 1921 w Paryżu, zm. 30 maja 2013 w Le Kremlin-Bicêtre) – francuski zapaśnik.
W 1948 wystartował na igrzyskach olimpijskich, odpadając w drugiej rundzie rywalizacji w wadze lekkiej w stylu klasycznym. Trzykrotny mistrz Francji (1949, 1950 i 1952).
Zmarł 30 maja 2013 w Le Kremlin-Bicêtre. Jego pogrzeb odbył się 5 czerwca 2013 w Villejuif.